# حشره‌خوار اتروسی
 حشره‌خوار اتروسی (به انگلیسی: Etruscan shrew) (نام علمی: Suncus etruscus) نام یک گونه از سرده حشره‌خوارهای مشکین است.
حشره خوار اتروسی بر اساس جِرم، کوچکترین پستاندار شناخته شده در جهان محسوب می‌شود.

## ویژگی‌های ظاهری
حشره‌خوار کوتوله، همان‌طور که از نام آن پیداست، یکی از کوچک‌ترین پستانداران دنیاست که می‌تواند از سوراخی به قطر یک مداد عبور کند. وزن آن به اندازه‌ی یک حبه قند است که بیش از ۱۰ درصد آن را مغز تشکیل می دهد. برخی به آن‌ها موش‌های خرطوم‌دار هم می‌گویند که دلیل این نام گذاری، شباهت زیاد آن‌ها به موش ها، البته با جثه‌ای کوچکتر و پوزه‌ای درازتر است. این پستاندار آن‌قدر کوچک و ظریف است که اگر توسط انسان لمس شود، ممکن است در اثر ایست قلبی بمیرد. 
این حیوان جثه‌ای شبیه موش ولی بسیار کوچک‌تر، دمی نسبتاً بلند و پوزه‌ای کشیده و شبیه خرطوم دارد. رنگ دندان‌هایش کاملاً سفید، موهای پشتش کوتاه است و به قهوه‌ای مایل به خاکستری می‌رسد. اما موهای زیر شکم روشن‌تر است.
وزن حشره‌خوار کوتوله‌ی بالغ، ۱٫۳ – ۲٫۵ گرم است و طول بدن او بدون در نظر گرفتن دم، بین ۳ تا ۵٫۲ سانتی‌متر. طول دُم حیوان بالغ بین ۲٫۴ تا ۳٫۲ سانتی‌متر است.

## پراکندگی و زیستگاه
در جنوب اروپا، جنوب غربی آسیا و شمال آفریقا پراکنده است. در ایران تاکنون در دشت مغان، منطقه‌ی تجن در مرز ترکمنستان و گرگان و گنبدکاووس دیده شده است. به تازگی چند نمونه از آن در جزیره‌ی قشم و استان لرستان شناسایی شده است.این گونه در ایران نیز زیست می کند منبع از علیرضا کاووسی نیا
زیستگاه حشره‌خوار کوتوله در علف‌زارها، زمین‌های کشاورزی و باغ‌ها است.
در ایران، علاوه بر حشره‌خوار کوتوله، ۱۱ نوع حشره‌خوار دیگر به نام‌های حشره‌خوار آب‌زی مدیترانه‌ای، حشره‌خوار آب‌زی قفقازی، حشره‌خوار دورنگ، حشره‌خوار دندان‌سفید بزرگ، حشره‌خوار دندان‌سفید کوچک، حشره‌خوار بلوچی،‌ حشره‌خوار شوشی، حشره‌خوار کوچک، حشره‌خوار خزری، حشره‌خوار بجنوردی و حشره‌خوار خانگی زندگی می کنند. در میان تمام این‌گونه‌ها، حشره‌خوار کوتوله، به دلیل کوچکی جثه، به‌راحتی قابل تشخیص است.
در حال حاضر اطلاعات زیادی در مورد وضعیت این‌گونه در ایران وجود ندارد.

## رفتار

#### جفت‌گیری و تولیدمثل
حشره‌خوارها غده‌هایی دارند که بو تولید می کند. آن‌ها از این غده‌ها برای جفت‌یابی استفاده می کنند. حشره‌خوارهای کوتوله در اوایل بهار، بوی مخصوص و گاهی صدایی تولید می‌کنند که باعث پیدا شدن و جلب جفت می شود. نزدیک شدن نر و ماده، ابتدا با دعوا شروع می شود؛ ولی پس از مدت کوتاهی به توافق می‌رسند و جفت گیری انجام می شود. بعد از ۳ تا ۴ هفته، ۴ نوزاد با بدن بدون مو و چشمان بسته به‌دنیا می‌آیند. از آنجا که بدن آن‌ها مو ندارد، صورتی‌رنگ به‌نظر می‌رسند. از روز سوم به بعد، موهای خاکستری بدن را می‌پوشاند و به‌تدریج تیره می شود. بعد از دو هفته، نوزادان شبیه والدین می شوند؛ فقط کمی از آن‌ها کوچک‌ترند. 

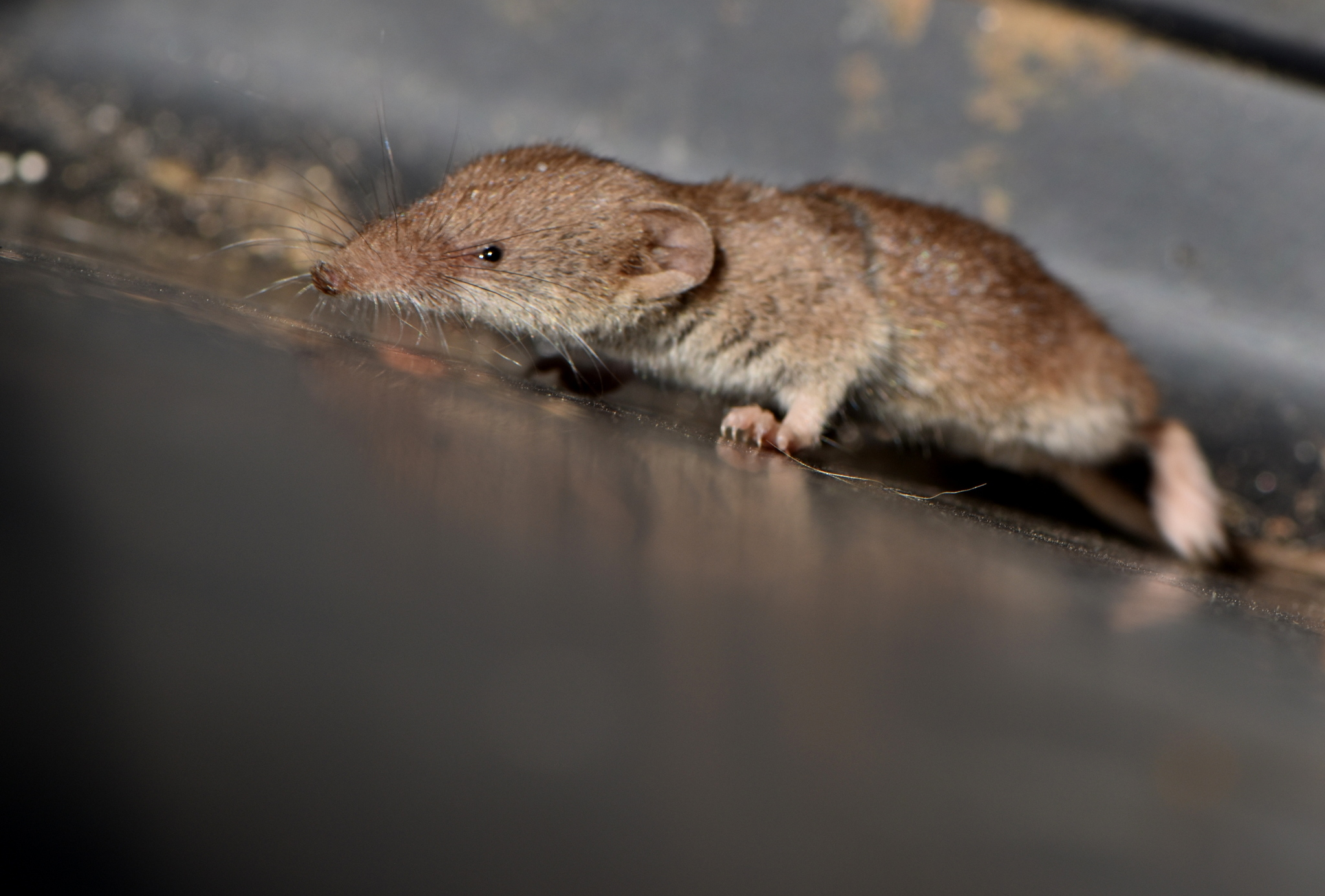
حشره‌خوار کوتوله

#### تغذیه
غذای اصلی حشره‌خوار کوتوله حشره‌ها هستند. حشره‌خوارها با تغذیه از تعداد زیادی از حشره‌های زیان‌آور و لارو آن‌ها، در کنترل آفت‌ها، به‌خصوص در جنگل‌ها و مزرعه‌های کشاورزی، نقش مهمی دارند.       
حشره‌خوار کوتوله با وجود جثه‌ی کوچک وزن بسیار کم، همیشه در حال غذا خوردن است. آن‌ها گاهی در طول روز، بیش تر از ۸۰ تا ۹۰ درصد وزن خود غذا می خورند. دلیل این پرخوری، سوخت‌وساز زیاد بدن آن هاست. هرچه یک جانور کوچک‌تر باشد، دمای بدن خود را زودتر از دست می‌دهد و در نتیجه، برای جبران این دمای از دست‌رفته، به غذای بیش‌تری نیاز دارد. اگر غذای کافی در دسترس کوتوله‌های حشره‌خوار قرار نگیرد، بلافاصله می‌میرند. به همین دلیل، این پستاندار کوچک هیچ گاه به خواب زمستانی فرو نمی‌رود.

#### لانه‌سازی
از آنجا که حشره‌خوار کوتوله همیشه به دنبال غذا می گردد، هم در روز و هم در شب فعالیت می کند. اما بر خلاف سایر خویشاوندان خود، بیش‌تر وقتش را روی سطح زمین می‌گذارند و لانه‌ی زیرزمینی ندارد. این پستاندار از لانه‌ی متروک سایر جانوران برای زندگی و زاد و ولد استفاده می کند، زیرا غذا خوردن فرصت ساختن لانه را به این جانور نمی دهد!

#### مکان‌یابی
حشره‌خوار‌ها چشم‌های بسیار کوچکی دارند و در نتیجه قدرت بینایی‌شان بسیار ضعیف است. بنابراین آن‌ها به سایر حواس خود اعم از لامسه، شنوایی و بویایی بسیار وابسته‌اند. حشره‌خوارها با وجود دو گوش کوچک و غیرقابل رؤیت خود خیلی خوب می شنوند. حشره‌خوارها برای پیدا کردن لانه‌ی خود امواجی تولید می کنند، این امواج پس از برخورد به موانع به طرف آن‌ها برمی‌گردد و به این طریق راه خود را پیدا می کنند.

#### روش‌های دفاعی
حشره‌خوارهای کوتوله در هنگام احساس خطر و برای فرار از دشمنان، از بوی خود استفاده می کنند. اگر جانوران دیگر حشره‌خوارها را شکار کنند،‌ آن‌ها با تولید بوی بد، باعث فرار حیوان و نجات جانشان می شوند. علاوه بر غده‌های تولید بو، برخی حشره‌خوارها در دهان خود غده‌های تولید سم دارند. این غده‌ها سبب می‌شود که در هنگام شکار، طعمه‌ی خود را بی حس کنند.

#### طول عمر
طول عمر آنها حدود ۸ سال تخمین زده شده است.